# Stationsplein (Utrecht)

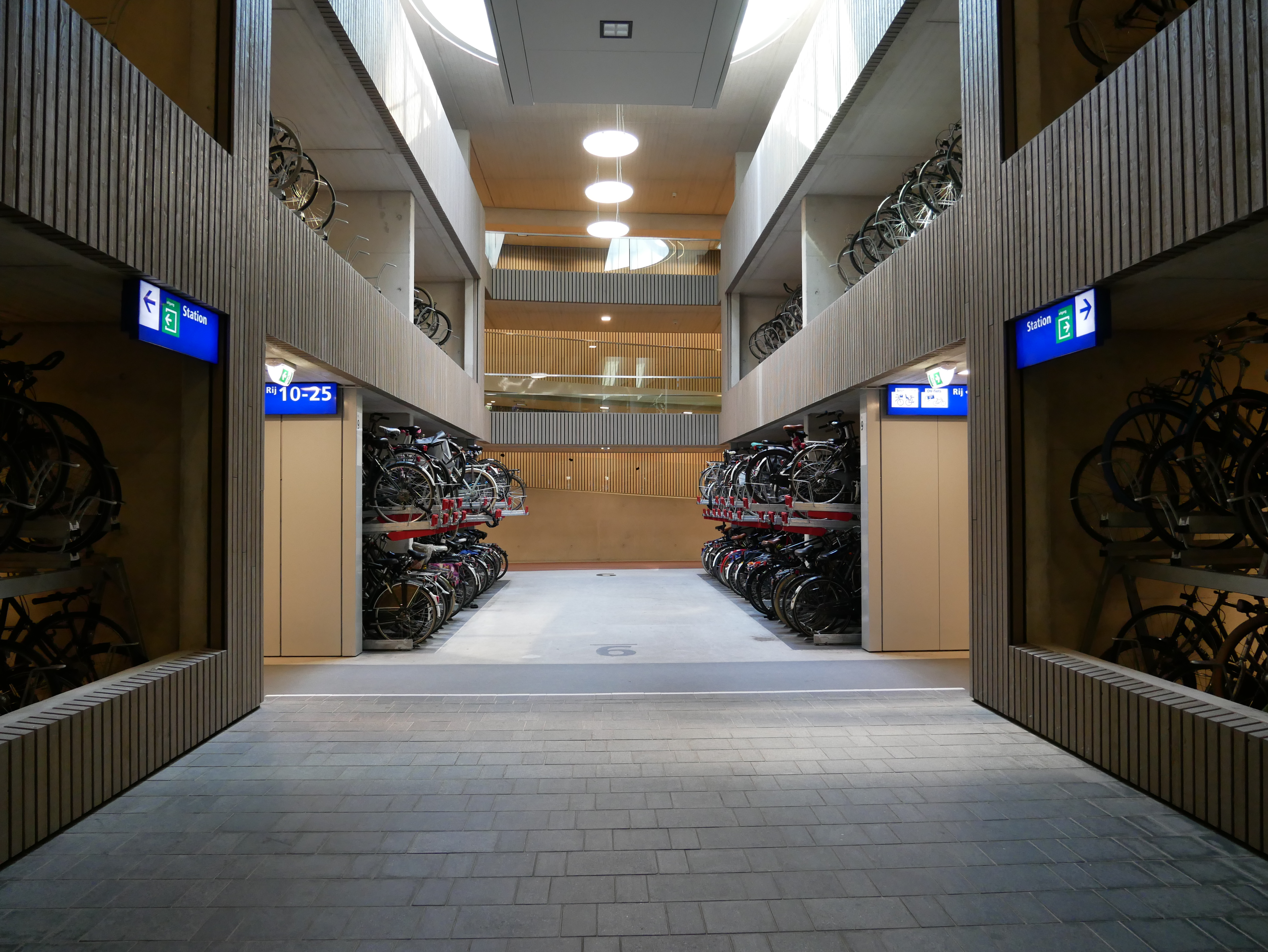
De ondergrondse Stationspleinstalling

Het Stationsplein is een semi-overdekt plein met ondergrondse fietsenstalling in de Nederlandse stad Utrecht. 
Het is niet het eerste plein in Utrecht met die naam. Tot 1971 bestond er ook het Stationsplein.
Het plein dat geopend werd op 14 februari 2018 vormt de verbindende schakel tussen station Utrecht Centraal en winkelcentrum Hoog Catharijne. Het plein ligt op zo'n 5 meter boven het maaiveld, op gelijke hoogte met de stationshal en het basisniveau van het winkelcentrum. Omdat de stationshal en het winkelcentrum niet precies op dezelfde hoogte liggen is het plein licht glooiend (het station ligt hoger, onder meer vanwege de bovenleiding voor de treinen). De werknaam/projectnaam voor het gebied was Stationplein Oost ter onderscheid van het Stadsplateau aan de westelijke Jaarbeurszijde dat in de bouwtijd Stationsplein West als projectnaam had.
Het plein is ingericht als verblijfsgebied met horeca, met terrassen en andere zitgelegenheden. Aan het noorden van het plein bevindt zich het Noordgebouw, met onder andere een supermarkt. Ten oosten van het plein bevindt zich het winkelcentrum Hoog Catharijne. Aan de zuidwestelijke zijde staan het "Platform" en het station. En aan de westelijke zijde staat,  boven de sporen, het zogenaamde Paviljoen, een gebouw met horeca dat geëxploiteerd wordt door de eigenaar van Hoog Catharijne. Dit gebouw sluit aan op het Noordgebouw.

## Fietsenstalling
De fietsenstalling onder het Stationsplein van Utrecht is de grootste fietsenstalling ter wereld en biedt plaats aan 12.500 fietsen. Hij werd gedeeltelijk al een jaar voor het Stationsplein geopend, De fietsenstalling, het dak en de luifel zijn ontworpen door Joost Ector van Ector Hoogstad Architecten.

## Overkapping (De Poffertjespan)
Een blikvanger van het plein is de overkapping, die bestaat uit een dak van luchtkussens. Het 24 meter hoge dak steunt op zeven pilaren. In het dak zitten 49 transparante luchtkussens verwerkt waar continu lucht in wordt geblazen door luchtcompressoren om een lichte overdruk te handhaven. Ze hebben een diameter van ongeveer zeven meter en zijn gemaakt van ETFE-folie, waardoor ze zelfreinigend zouden moeten zijn. De luchtkussens wegen weinig, maar het totale dak weegt toch zo'n 500.000 kg.
Vanwege de karakteristieke vorm nodigt de overkapping uit tot het bedenken van bijnamen. Meest genoemd is 'Poffertjespan', maar ook namen als 'Hardebollendak' en 'Koffiebekerhouder' komen voorbij. Een krant hield het na een kortlopende poll op 'Honingraat'.

## Foto's

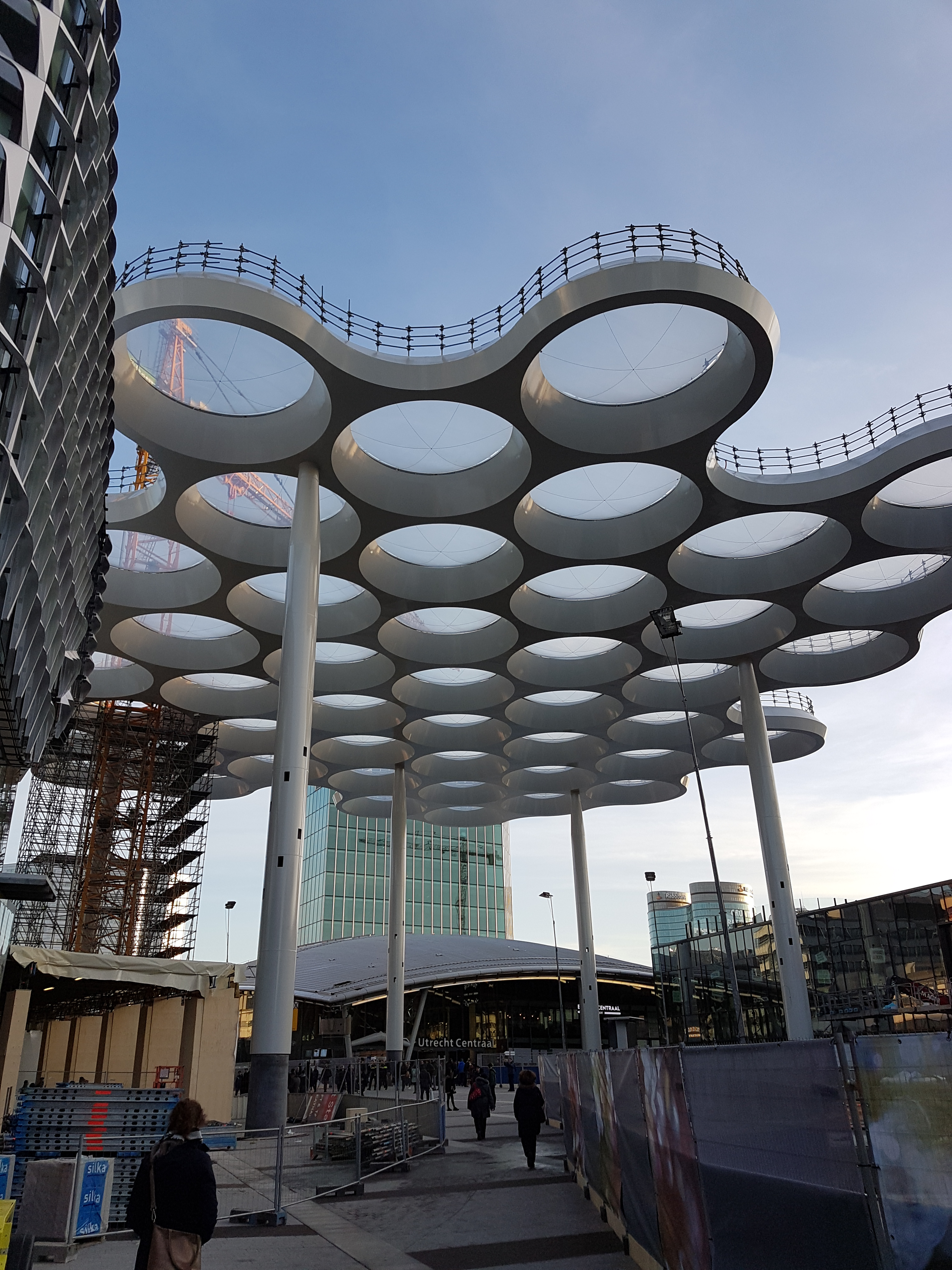
Bollendak op het Stationsplein nabij Utrecht Centraal tijdens de bouw.

## Projectgegevens
| Afmeting:         | 49 ETFE kussens, met een diameter van 7 meter |
| Materiaal:        | ETFE folie, transparant                       |
| Opdrachtgever:    | Utrecht                                       |
| Architect         | Ector Hoogstad Architecten                    |
| Hoofdaannemer     | BAM                                           |
| Constructeur:     | Royal Haskoning DHV                           |
| Staalconstructie: | Buiting Staalbouw                             |
| ETFE koepels:     | Buitink Technology                            |
| Uitvoeringsjaar:  | 2018                                          |
| Bijnaam:          | De Poffertjespan                              |